# Suse Rosen
Suse Rosen (geboren am 7. März 1910 in Dresden als Susanne Rosenthal; gestorben am 14. März 1968 in Locarno) war eine deutsche Balletttänzerin, die in den 1920er Jahren an der Stuttgarter Oper engagiert war. Als Jüdin verfolgt musste sie Deutschland 1933 verlassen. Ihr Wirken in Stuttgart würdigte 2008 die Ausstellung „Verstummte Stimmen“.

## Leben
Susanne Rosenthal wurde als Tochter jüdischer Eltern geboren. Ihr Vater war der Kaufmann Fritz Rosenthal. Sie wuchs mit einer Schwester in gutbürgerlichen Verhältnissen in Berlin auf. Mit 15 Jahren erhielt sie Ballettunterricht bei Lina Gerzer, einer Solotänzerin an der Deutschen Oper Berlin. Als Gerzer Ballettmeisterin am Staatstheater Stuttgart wurde, holte sie Susanne Rosenthal nach, die ab 1927 unter dem Künstlernamen ‚Suse Rosen‘ ein Engagement als Chortänzerin erhielt. Das Ballett in Stuttgart war zu dieser Zeit keine eigene Sparte, sondern lieferte Tanzeinlagen für Opern und Operetten. Suse Rosens Auftritte wurden von der Presse begeistert aufgenommen. In der komischen Oper Fatme von Friedrich von Flotow tanzte sie 1929 ein Solo. Ein Kritiker beschrieb sie als „traumzarte, leichte Elfenbeingestalt“. Ab 1931 wurde sie als Solistin auch in großen Opernproduktionen eingesetzt, wie in Mozarts Die Hochzeit des Figaro, Glucks Orpheus in der Unterwelt oder Verdis Aida.
Mit dem Erstarken der NS-Bewegung richtete sich antisemitische Propaganda gegen die junge Tänzerin. Nach der Erstaufführung der Operette Das Lied der Liebe von Erich Wolfgang Korngold am 4. November 1932 am Staatstheater Stuttgart ereiferte sich der NS-Kurier über die „jüdische Schlafzimmerpoesie“ des Textes und die Darstellung des Hotelstubenmädchens Tini als „das üble Spiel und der ordinäre Tanz Suse Rosens“. Das Gesetz zur Wiederherstellung des Berufsbeamtentums vom 7. April 1933 mit dem darin enthaltenen „Arierparagraphen“ erlaubte den Nationalsozialisten offizielle ›Säuberungen‹ staatlicher Einrichtungen von jüdischen Mitarbeitern. Betroffen waren auch Staatstheater. Alle Ensemblemitglieder der Stuttgarter Bühnen wurden bezüglich ihrer „rassischen Herkunft“ überprüft. Als Grundlage der Erfassung dienten Fragebögen, die im Mai und Juni verteilt wurden. In deren Folge entließ der am 27. März 1933 als neuer Generalintendant der Württembergischen Staatstheater Stuttgart angetretene Otto Krauß, ein überzeugter Anhänger der NSDAP und Mitglied im Kampfbund für deutsche Kultur, alle jüdischen Künstler oder die nach der NS-Ideologie als Juden galten, darunter die Schauspieler Max Marx, Heinz Rosenthal und Fritz Wisten, der Sänger Hermann Weil, die Chorsängerin Elsa Reder und der Regisseur Harry Stangenberg. Suse Rosen erhielt ihre Kündigung zum 30. Juni 1933.
Zunächst kam sie bei ihrer Mutter in Berlin unter. Dann verließ sie Deutschland und schlug sich als Varieté-Tänzerin in Holland, Belgien und Italien durch. Ihre Versuche ein festes Engagement zu finden scheiterten. Ende 1934 wurde sie schwer krank und mittellos von Freunden in der Schweiz aufgenommen. Um die Schweizer Staatsbürgerschaft zu erhalten, ging sie 1936 eine Scheinehe ein. In ihrem Beruf konnte sie nie wieder Fuß fassen. 1943 erfuhr sie, dass ihre Mutter und ihre Schwester im KZ Bergen-Belsen vergast worden waren. Der Vater war bereits 1927 verstorben. Auf Einladung von Freunden ging sie 1955 nach New York, wo sie als Haushaltshilfe arbeitete. Sie kehrte erst nach Europa zurück, als das Land Baden-Württemberg ihren Antrag auf Wiedergutmachung 1963 anerkannte. Im Rahmen der deutschen Wiedergutmachungspolitik erhielt sie eine Entschädigung von rund 26.000 DM. Sie zog in die Schweiz zurück, wo sie in Locarno eine Pension führte und mit 58 Jahren starb.

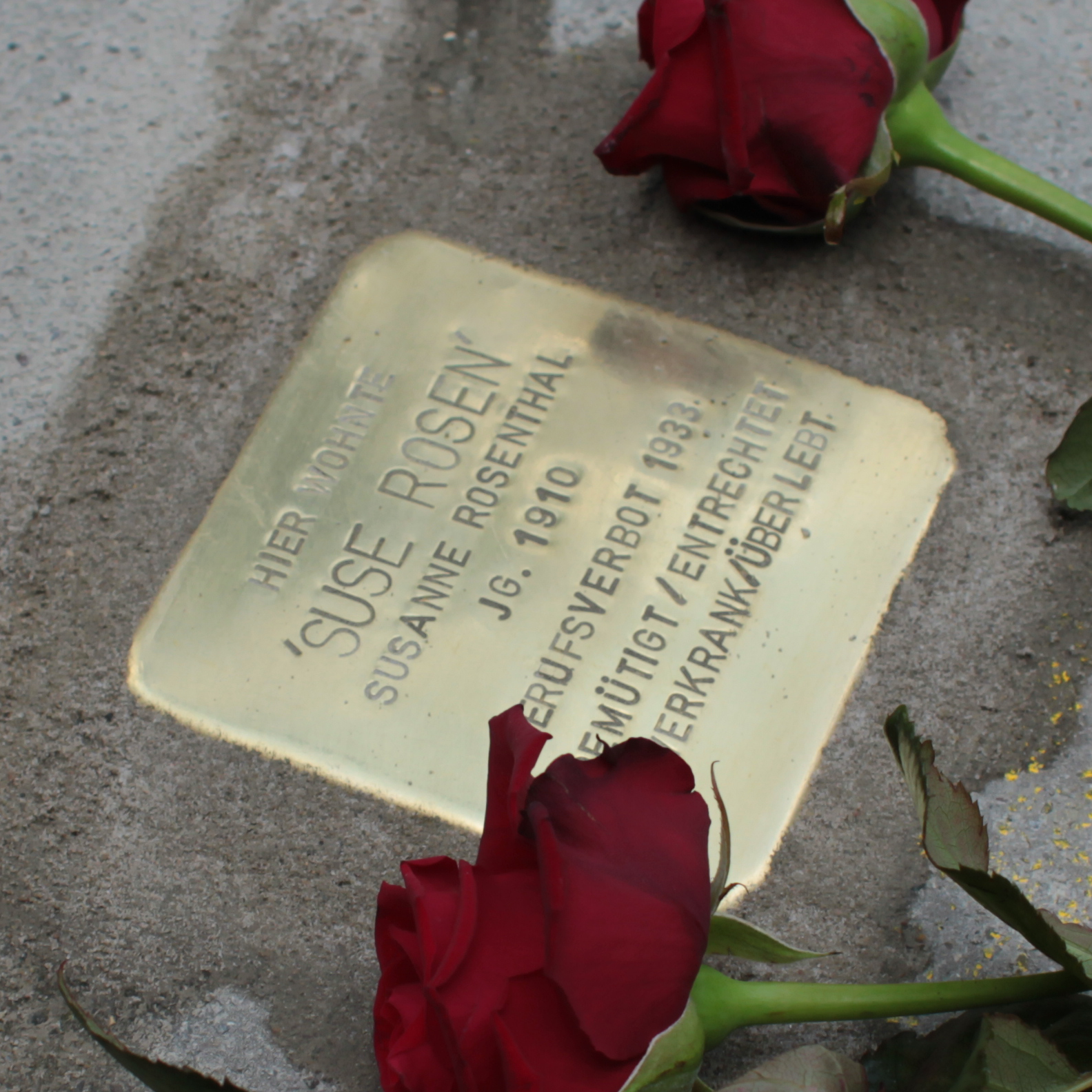
Stolperstein für Suse Rosen in Stuttgart, Werastr. 9

## Gedenken
Ihr Wirken in Stuttgart wurde im Rahmen der Ausstellung Verstummte Stimmen gewürdigt, die im Herbst 2008 zur Vertreibung jüdischer Künstler aus der Oper von 1933 bis 1945 auch in der Staatsoper Stuttgart gezeigt wurde. Am 7. April 2016 wurde eine weitere Gedenkstunde für die Opfer des Nationalsozialismus unter den Angehörigen der Staatstheater Stuttgart veranstaltet. In diesem Rahmen wurde eine Wandtafel "Verstummte Stimmen" für 23 Künstler, darunter Suse Rosen, im Foyer des Staatstheaters enthüllt.
Auf Initiative des Projekts Stuttgarter Stolpersteine verlegte Gunter Demnig am 12. November 2013 einen Stolperstein vor dem ehemaligen Wohnhaus von Suse Rosen in der Werastr. 9 in Stuttgart-Mitte.
Ihr Schicksal ist Ausgangspunkt für das Stück Bis zum letzten Tanz, das Studierende der Stuttgarter Schauspielschule 2017 im Wilhelma-Theater aufführten.

## Belege
- Georg Günther: Das Stuttgarter Ballett, die Rassengesetze und das Schicksal der jüdischen Tänzerin Suse Rosen. In: Musik in Baden-Württemberg, Jahrbuch 2007, Band 14, Strube Verlag, München 2007, ISBN 978-3-89912-114-8, S. 139–158.
- Georg Günther: „Außerordentlich talentiert und tüchtig“ Das Schicksal der jüdischen Tänzerin Suse Rosen im Stuttgarter Ballett. In: Schwäbische Heimat. Bd. 59 (2008), Nr. 4, S. 442–447 (https://doi.org/10.53458/sh.v59i4.3360).
- Stefanie Meineke: Suse Rosen, Stuttgart. Stolperstein zum Hören in SWR2 (Audiodatei, 3.44 Minuten), 7. März 2014
- Suse Rosen: Die Nazis verbieten ihr zu tanzen, SWR2 Stolpersteine zum Lesen, 28. November 2013
- Georg Günther: Die Elfenbeingestalt und die Barbarei, in: Eßlinger Zeitung, 6. März 2010. Gekürzte Fassung bei stolpersteine-stuttgart.de